# Bahnstrecke Blankenburg–Quedlinburg
| Ehemaliger Bahnsteig 1 West in Quedlinburg |                              |                                                  |                                                  |
| |                              |                                                  |                                                  |
| Streckennummer (DB): | 6863                         |                                                  |                                                  |
| Kursbuchstrecke: | 182c (1934) ehem. 719 (1968) |                                                  |                                                  |
| Streckenlänge: | 20,3 km                      |                                                  |                                                  |
| Spurweite: | 1435 mm (Normalspur)         |                                                  |                                                  |
| |                              |                                                  |                                                  |
| \| \| 0,0 \| Blankenburg (Harz) \| Blankenburg (Harz) \| \| \| \| Rübelandbahn von Tanne \| \| \| \| \| nach Halberstadt \| \| \| \| 4,6 \| Helsungen \| Helsungen \| \| \| 7,2 \| Timmenrode \| 191 m \| \| \| \| Anschluss Heizwerk Thale \| \| \| \| 8,60,0 \| \| \| \| \| 0,3 \| Thale Nord \| Thale Nord \| \| \| 1,4 \| Thale Roßtrappe \| Thale Roßtrappe \| \| \| \| Anschlussgleis EHW Thale \| \| \| \| 2,4 \| Thale Bodetal \| Thale Bodetal \| \| \| 10,2 \| Warnstedt \| Warnstedt \| \| \| 11,4 \| Anschlussgleis Sandgrube Neitzel \| Anschlussgleis Sandgrube Neitzel \| \| \| 12,5 \| Anschlussgleis Firma Ebert \| Anschlussgleis Firma Ebert \| \| \| 12,5 \| Weddersleben \| Weddersleben \| \| \| \| Anschluss Keferstein – Papierfabrik Weddersleben \| \| \| \| 14,32 \| Maaßmühle \| Maaßmühle \| \| \| \| Anschlussgleis Maaßmühle \| \| \| \| \| Anschlussgleis Ziegelei \| \| \| \| \| Bode \| \| \| \| 15,6 \| Dippenword \| Dippenword \| \| \| \| von Thale Hbf \| \| \| \| \| Anschlussgleis Waggonfabrik \| \| \| \| \| von Gernrode (heute Selketalbahn) \| \| \| \| 16,7 \| Quedlinburg West \| Quedlinburg West \| \| \| 17.6 \| Anschlussgleis Sämerei Mette \| Anschlussgleis Sämerei Mette \| \| \| \| Verbindung Staatsbahn–Quäke \| \| \| \| 17,7 \| Anschlussgleis Holzhandlung Keune \| Anschlussgleis Holzhandlung Keune \| \| \| 17,9 \| Quedlinburg \| 122 m \| \| \| \| nach Halberstadt \| \| |                              |                                                  |                                                  |
| Kopfbahnhof Streckenanfang | 0,0                          | Blankenburg (Harz)                               | Blankenburg (Harz)                               |
| Abzweig geradeaus, nach links und von links |                              | Rübelandbahn von Tanne                           | Rübelandbahn von Tanne                           |
| Abzweig ehemals geradeaus, nach links und ehemals von links |                              | nach Halberstadt                                 | nach Halberstadt                                 |
| Haltepunkt / Haltestelle (Strecke außer Betrieb) | 4,6                          | Helsungen                                        | Helsungen                                        |
| Haltepunkt / Haltestelle (Strecke außer Betrieb) | 7,2                          | Timmenrode                                       | 191 m                                            |
| Abzweig geradeaus und nach links (Strecke außer Betrieb) |                              | Anschluss Heizwerk Thale                         | Anschluss Heizwerk Thale                         |
| Strecke von links (außer Betrieb) · Abzweig geradeaus, nach rechts und von rechts (Strecke außer Betrieb) | 8,60,0                       |                                                  |                                                  |
| Haltepunkt / Haltestelle (Strecke außer Betrieb) · Strecke (außer Betrieb) | 0,3                          | Thale Nord                                       | Thale Nord                                       |
| Dienststation / Betriebs- oder Güterbahnhof (Strecke außer Betrieb) · Strecke (außer Betrieb) | 1,4                          | Thale Roßtrappe                                  | Thale Roßtrappe                                  |
| Abzweig geradeaus und nach links (Strecke außer Betrieb) · Strecke (außer Betrieb) |                              | Anschlussgleis EHW Thale                         | Anschlussgleis EHW Thale                         |
| Kopfbahnhof Streckenende (Strecke außer Betrieb) · Strecke (außer Betrieb) | 2,4                          | Thale Bodetal                                    | Thale Bodetal                                    |
| Bahnhof (Strecke außer Betrieb) | 10,2                         | Warnstedt                                        | Warnstedt                                        |
| Abzweig geradeaus und von rechts (Strecke außer Betrieb) | 11,4                         | Anschlussgleis Sandgrube Neitzel                 | Anschlussgleis Sandgrube Neitzel                 |
| Abzweig geradeaus und von rechts (Strecke außer Betrieb) | 12,5                         | Anschlussgleis Firma Ebert                       | Anschlussgleis Firma Ebert                       |
| Bahnhof (Strecke außer Betrieb) | 12,5                         | Weddersleben                                     | Weddersleben                                     |
| Abzweig geradeaus, nach rechts und von rechts (Strecke außer Betrieb) |                              | Anschluss Keferstein – Papierfabrik Weddersleben | Anschluss Keferstein – Papierfabrik Weddersleben |
| Haltepunkt / Haltestelle (Strecke außer Betrieb) | 14,32                        | Maaßmühle                                        | Maaßmühle                                        |
| Abzweig geradeaus und von links (Strecke außer Betrieb) |                              | Anschlussgleis Maaßmühle                         | Anschlussgleis Maaßmühle                         |
| Abzweig geradeaus und von links (Strecke außer Betrieb) |                              | Anschlussgleis Ziegelei                          | Anschlussgleis Ziegelei                          |
| Brücke über Wasserlauf (Strecke außer Betrieb) |                              | Bode                                             | Bode                                             |
| Haltepunkt / Haltestelle (Strecke außer Betrieb) | 15,6                         | Dippenword                                       | Dippenword                                       |
| Strecke von rechts · Strecke (außer Betrieb) |                              | von Thale Hbf                                    | von Thale Hbf                                    |
| Strecke · Abzweig geradeaus und nach links (Strecke außer Betrieb) |                              | Anschlussgleis Waggonfabrik                      | Anschlussgleis Waggonfabrik                      |
| Abzweig geradeaus und von rechts · Strecke (außer Betrieb) |                              | von Gernrode (heute Selketalbahn)                | von Gernrode (heute Selketalbahn)                |
| Strecke · Bahnhof (Strecke außer Betrieb) | 16,7                         | Quedlinburg West                                 | Quedlinburg West                                 |
| Strecke · Abzweig geradeaus und von links (Strecke außer Betrieb) | 17.6                         | Anschlussgleis Sämerei Mette                     | Anschlussgleis Sämerei Mette                     |
| Abzweig geradeaus und ehemals von links · Abzweig geradeaus und nach rechts (Strecke außer Betrieb) |                              | Verbindung Staatsbahn–Quäke                      | Verbindung Staatsbahn–Quäke                      |
| Strecke · Abzweig geradeaus und von links (Strecke außer Betrieb) | 17,7                         | Anschlussgleis Holzhandlung Keune                | Anschlussgleis Holzhandlung Keune                |
| Bahnhof · Kopfbahnhof Streckenende (Strecke außer Betrieb) | 17,9                         | Quedlinburg                                      | 122 m                                            |
| Strecke |                              | nach Halberstadt                                 | nach Halberstadt                                 |

Die Bahnstrecke Blankenburg–Thale–Quedlinburg (auch als Quäke bezeichnet, von Quäke für das „quäkende“ akustische Warnsignal der Züge) ist eine ehemalige Nebenbahn am Rand des Nordharzes, die die Städte Quedlinburg, Thale und Blankenburg (Harz) miteinander verband.

## Geschichte

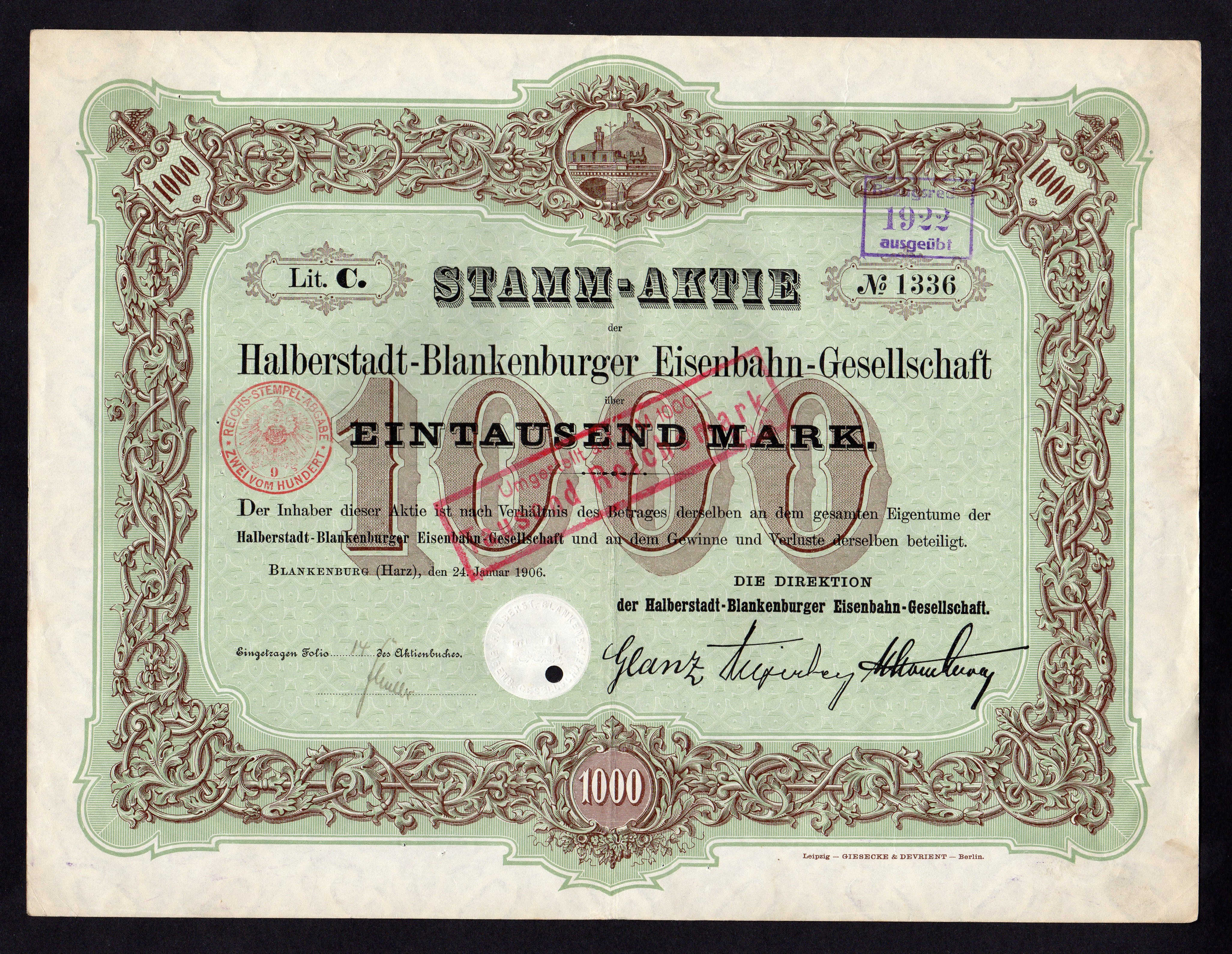
Aktie über 1000 Mark der Halberstadt-Blankenburger Eisenbahn-Gesellschaft vom 24. Januar 1906 zur Finanzierung der Bahnstrecke Blankenburg-Quedlinburg

Bahnhof Bodetal um 1910

Die Strecke wurde von der Halberstadt-Blankenburger Eisenbahn errichtet. Nachdem die ersten Pläne 1901 vorlagen, gab es 1905 Baurecht. Zur Finanzierung des Baus der Strecke wurde 1906 das Aktienkapitals der Halberstadt-Blankenburger Eisenbahn erhöht. Am 30. Juni 1907 wurde der Abschnitt Blankenburg–Thale eröffnet, der Streckenschluss nach Quedlinburg folgte im darauffolgenden Jahr. Die Eröffnung fand am 5. April 1908 statt.
1929 fuhren je Richtung sechs Personenzüge zwischen Blankenburg und Thale, von Thale nach Quedlinburg gab es vier Zugpaare. Einige befuhren die gesamte Strecke und mussten daher in Thale Bodetal die Fahrtrichtung wechseln. Auch in den letzten Betriebsjahren war das Angebot ähnlich, 1968 verkehrten auf beiden Streckenteilen täglich jeweils sechs Zugpaare, drei davon durchgehend.
Aufgrund der übermäßigen Beanspruchung des Gleisbettes durch Güterzüge in den Jahren 1963–1965 (die Quäke war Umleitungsstrecke für die gesperrte Verbindung Halberstadt–Blankenburg) und der fehlenden Instandhaltung wurde der Güterverkehr zwischen Thale Nord und Weddersleben am 26. Mai 1968 aufgegeben. Der Personenverkehr auf dem Abschnitt Thale–Quedlinburg wurde am 1. Juni 1969 eingestellt und der Abschnitt stillgelegt. Güterverkehr zwischen Weddersleben und Quedlinburg wurde bis zum 31. Dezember 1973 durchgeführt, anschließend wurde noch ein Anschlussgleis zu einer Ziegelei bei Quedlinburg bedient.
Am 20. März 1973 wurde auch der Personenverkehr auf dem zweiten Streckenteil Blankenburg–Thale eingestellt, der Güterverkehr blieb weiterhin bedeutsam. Als in Thale in den 1980er Jahren ein Braunkohlekraftwerk errichtet wurde, stieg er sogar weiter an. Am 29. Januar 1993 erfolgte das endgültige Betriebsende. Am 10. April 1994 wurden noch einige Sonderfahrten von Blankenburg nach Thale im Pendelbetrieb mit dem Preußenzug betrieben, mit dem Ziel, die Strecke als Touristenattraktion zu erhalten. Diese Versuche konnten jedoch nicht dauerhaft realisiert werden. Der Streckenteil in Quedlinburg wurde noch bis 1993 durch die Industrie genutzt.
Der Abriss der Gleisanlagen erfolgte ebenfalls etappenweise. Während der 1969 eingestellte Abschnitt Thale–Weddersleben bereits 1975 abgebaut wurde, betraf dies die verbliebene Strecke Timmenrode–Thale 1994 kurz nach der Stilllegung. Auf dem alten Bahndamm sollte ein direkter Zubringer für den Pkw-Verkehr zum Bodetal realisiert werden. Es scheiterte jedoch an der Finanzierung. In den Jahren 2003–2005 verschwanden die letzten Gleisreste im Bereich Quedlinburg. Ab 2016 wurden auf dem Gelände des Bahnhofs Thale Bodetal Ferienhäuser errichtet. Das ehemalige Empfangsgebäude wurde als Rezeption und Einkaufsladen integriert. 2022 war das Streckengleis noch zwischen Blankenburg und Timmenrode auf etwa acht Kilometern Länge vorhanden, jedoch nicht mehr in Blankenburg angebunden.

## Streckenverlauf
Die Quäke besaß zu anderen Bahnstrecken nur zwei Verbindungen: einmal vor dem Bahnhof Quedlinburg zur Staatsbahn und einmal im Endbahnhof Blankenburg (Harz) zu anderen Strecken der Halberstadt-Blankenburger Eisenbahn. Reisende hatten also die Wahl zwischen dem Streckenverlauf Blankenburg–Timmenrode–(Thale–)Weddersleben–Quedlinburg (Quäke) und Blankenburg–Halberstadt–Quedlinburg(–Thale) (HBE und Staatsbahn). Ab Blankenburg kommend gab es zunächst einen gemeinsamen Streckenverlauf mit der Halberstädter Strecke, ehe die Strecke am nördlichen Stadtrand (wo heute die Alte Halberstädter Straße mit der B 6n kreuzt) in einem Rechtsbogen abzweigte. Östlich von Timmenrode gab es den entsprechenden Haltepunkt, gleichzeitig auch die höchste Stelle im Streckenverlauf mit 191 Meter über NN.
Im Bereich des heutigen Gewerbegebietes Thale Nord zweigte die Strecke in Richtung Thale Bodetal ab. Es gab aber auch eine direkte Möglichkeit der Fahrt in Richtung Quedlinburg über ein Gleisdreieck. Richtung Quedlinburg führte die Strecke südlich an Warnstedt vorbei – das ehemalige Empfangsgebäude und die Straße Am Bahnhof zeugen noch heute davon – und weiter in Richtung Weddersleben. Am nördlichen Ortsrand gibt es ebenfalls noch eine Bahnhofsstraße und das restaurierte Empfangsgebäude. Nachdem die Strecke an der Bode entlangführt, wechselt sie die Flussseite kurz vor dem Haltepunkt Dippenword. Kurze Zeit später verlaufen bereits die Gleise der Staatsbahn neben der der Quäke. Am Gleis 1 West in Quedlinburg endete die Strecke der Quäke.
Der Abschnitt von Timmenrode nach Thale Bodetal ging westlich von Thale am Friedhof vorbei, verlief in einem tiefen Einschnitt im Bereich einer Anhöhe zwischen dem Silberbach und der Bode und überquerte die Roßtrappenstraße. Thale Roßtrappe war der größte Güterbahnhof der Strecke. Die Strecke verlief weiter auf dem linken Ufer der Bode zum Bahnhof Thale Bodetal. Sein Empfangsgebäude ist heute noch vorhanden und gehört einer örtlich ansässigen Firma. Vom Bahnhof Thale Roßtrappe zweigte ein Anschlussgleis über die Bode ins Eisenhüttenwerk ab. Die Bodebrücke der Anschlussbahn ist heute noch vorhanden.
Der Bahnhof Thale Bodetal lag nur wenige hundert Meter vom Hauptbahnhof entfernt. Eine direkte Gleisverbindung zwischen beiden Bahnhöfen gab es nicht, allerdings führten von beiden Strecken Anschlussgleise ins Eisenhüttenwerk.